# منطقة وصاية باسوروان
منطقة وصاية باسوروان (بالإندونيسية: Kabupaten Pasuruan)‏ هي منطقة وصاية تقع في جاوة الشرقية بإندونيسيا. عاصمتها هي مدينة بنغيل، يقدر عدد سكانها في 2014 بـ 1,554,956 نسمة هذا الإجمالي يستثني سكان مدينة باسوروان التي تقع جغرافياً ضمن هذه المنطقة ولكنها منفصلة إدارياً عنها. ومساحتها 1,474.02 كم².